# Porphyrio
Porphyrio is een geslacht van vogels uit de familie van de rallen (Rallidae). Het geslacht telt tien nog levende en twee uitgestorven soorten.

## Soorten
- Porphyrio alleni  – Afrikaans purperhoen
- Porphyrio martinica  – Amerikaans purperhoen
- Porphyrio flavirostris  – Azuurpurperhoen
- Porphyrio porphyrio  – Purperkoet
- Porphyrio madagascariensis  – Smaragdpurperkoet
- Porphyrio poliocephalus  – Grijskoppurperkoet
- Porphyrio indicus  – Oosterse purperkoet
- Porphyrio pulverulentus  – Filipijnse purperkoet
- Porphyrio melanotus  – Australische purperkoet
- Porphyrio hochstetteri  – Zuidereilandtakahe

### Uitgestorven
- † Porphyrio albus  – Lord-Howepurperkoet
- † Porphyrio paepae  – Markiezenpurperkoet
- † Porphyrio mantelli  – Noordereilandtakahe